# Alluvione di Campi Bisenzio del 22 novembre 1926
L'alluvione del 22 novembre 1926 fu la prima delle tre grandi inondazioni che colpirono il comune di Campi Bisenzio nel XX secolo e fu causata dalla rottura degli argini del fiume Bisenzio, dell'Ombrone Pistoiese e del torrente Marinella.
La piena del Bisenzio giunse inaspettata nel capoluogo nella tarda serata del 21 novembre, quando il livello del fiume divenne allarmante e poco dopo le acque iniziarono a tracimare nelle strade cittadine attraverso le finestre delle case sul fiume.
Il destino del capoluogo comunale pareva segnato quando il Bisenzio ruppe l'argine all'altezza della curva di Via XXIV Maggio nei pressi delle prime case della frazione di San Martino. La falla era lunga una cinquantina di metri e da essa le acque del fiume si riversarono sulla stessa San Martino, raggiungendo poi San Piero a Ponti e la pianura di Sant'Angelo a Lecore, dove nel frattempo aveva rotto gli argini pure l'Ombrone Pistoiese.
Le acque raggiunsero in alcune zone anche il livello di due metri. Nelle stesse ore, il Bisenzio e il torrente Marinella rompevano gli argini anche nei pressi della frazione di Capalle e le loro acque arrivavano al livello del primo piano delle case.
Unica vittima dell'alluvione fu un contadino quarantenne di San Piero a Ponti, Emilio Scuffi, colpito da infarto alla vista delle acque che inondavano la sua casa. I soccorsi furono abbastanza inefficaci, anche se il regime fascista ormai imperante non permise proteste o eccessive domande, anche per l'assoluta impreparazione dell'amministrazione comunale, che negli anni precedenti aveva persino rivenduto due barconi, comprati per eventuali emergenze, perché non erano mai stati utilizzati.
I danni dell'alluvione furono ingenti e non ci furono rimborsi, anche se la riparazione degli argini da parte del Genio Civile fu rapida ed efficace. La passerella pedonale di San Martino, crollata, fu ripristinata in modo permanente solo nel 1939. La pessima organizzazione dei soccorsi fu comunque fatale all'ultimo sindaco, Emilio Cioppi, che nei mesi successivi fu sostituito da un podestà di nomina governativa.